# Amerikaans kwalificatietoernooi voor het Wereldkampioenschap Hockey 1975
Het officiële Amerikaans kwalificatietoernooi voor het Wereldkampioenschap Hockey van 1975 in Maleisië werd gehouden in 1974 van 31 augustus tot en met 5 september in  Buenos Aires, Argentinië. Het gastland speelde drie wedstrijden tegen Canada en won er daarvan twee waardoor het zich kwalificeerde.
| Team       | GS | W | G | V | DV | DT | DS | Ptn |
| ---------- | -- | - | - | - | -- | -- | -- | --- |
| Argentinië | 3  | 2 | 0 | 1 | 6  | 3  | 3  | 4   |
| Canada     | 3  | 1 | 0 | 2 | 3  | 6  | –3 | 2   |

| 31 augustus 1974 |       |        |  |
| Argentinië       | 2 – 1 | Canada |  |
|                  |       |        |  |

| 3 september 1974 |       |            |  |
| Canada           | 2 – 1 | Argentinië |  |
|                  |       |            |  |

| 5 september 1974 |       |        |  |
| Argentinië       | 3 – 0 | Canada |  |
|                  |       |        |  |